# Jevfimij (Moisejev)
Jevfimij (světským jménem: Dmitrij Alexandrovič Moisejev; * 30. srpna 1972, Kaliningrad) je ruský duchovní Ruské pravoslavné církve, biskup luchovický a vikář patriarchálního exarchátu Afriky.

## Život
Narodil se 30. srpna 1972 v Kaliningradu (dnes Koroljov) v Moskevské oblasti.
Roku 1994 dokončil studium na filologické fakultě Lomonosovovy univerzity v Moskvě a poté pokračoval ve studiu na Moskevském duchovním semináři, který dokončil roku 1997. Po semináři absolvoval na Moskevské duchovní akademii.
Dne 4. dubna 2001 byl postřižen na monacha se jménem Jevfimij a 12. dubna byl rukopoložen na hierodiakona. Stejného roku dokončil kurz na Bernské univerzitě ve Švýcarsku.
Od roku 2001 přednášel německý jazyk na Moskevském duchovním semináři a byl referentem rektora Moskevské duchovní akademie. Vedl také vydavatelskou činnost Pedagogického výboru akademie.
Dne 2. června 2002 obhájil svou kandidátskou práci na téma „Misijní činnost sv. Bonifáce, osvětitele německých národů“.
Dne 4. prosince 2003 byl rukopoložen na jeromonacha a 14. října 2005 mu bylo uděleno právo nosit náprsní kříž.
Dne 25. dubna 2010 byl v chrámu Pokrova přesvaté Bohorodice při akademii povýšen arcibiskupem verejským Jevgenijem (Rešetnikovem) na igumena.
Dne 26. července 2010 byl Svatým synodem jmenován zástupcem předsedy Vydavatelské rady Ruské pravoslavné církve.
Dne 19. března 2014 jej Svatý synod jmenován rektorem Kazaňského duchovního semináře a 30. května 2014 byl osvobozen od funkce zástupce předsedy Vydavatelské rady.
Dne 26. října 2015 byl rozhodnutím metropolity kazaňského a tatarstánského Feofana (Ašurkova) jmenován prvním prorektorem Kazaňského duchovního semináře.
Dne 4. dubna 2019 jej Svatý synod ustanovil rektorem Tulského duchovního semináře.
Dne 29. prosince 2021 se stal představeným Vysoko-Petrovského monastýru v Moskvě s osvobozením od funkce rektora Tulského duchovního semináře. Stejného dne byl jmenován předsedou Synodního misijního oddělení a Pravoslavné misijní společnosti s ustanovením za biskupa luchovického a vikáře patriarchy moskevského a celé Rusi.
Od 29. prosince 2021 je členem Vyšší církevní rady Ruské pravoslavné církve.
Dne 25. února 2022 byl v chrámu Zjevení Páně v Moskvě povýšen metropolitou voskresenským Dionisijem (Porubajem) na archimandritu.
Dne 18. března 2022 byl v chrámu Krista Spasitele v Moskvě oficiálně jmenován biskupem a o dva dny později proběhla ve stejném chrámu jeho biskupská chirotonie. Světiteli byli patriarcha moskevský Kirill, metropolita krutický a kolomenský Pavel (Ponomarjov), metropolita voskresenský Dionisij (Porubaj), metropolita tulský a jefremovský Alexij (Kutěpov), metropolita bělgorodský a starooskolský Ioann (Popov), metropolita tallinský a celého Estonska Jevgenij (Rešetnikov), metropolita kaširský Feognost (Guzikov), biskup naro-fominský Paramon (Holubka) a biskup zelenogradský Savva (Tutunov).
Dne 5. dubna 2022 byl dekretem patriarchy moskevského a celé Rusi jmenován představeným chrámu svatého Mikuláše Divotvorce v Nové Slobodě (Moskva).
Dne 18. července 2022 byl v Trojicko-sergijevské lávře patriarchou Kirillem uveden do funkce igumena s právem nosit igumenské žezlo.
Dne 10. října 2022 se stal děkanem fakulty misií Ruské pravoslavné univerzity svatého Jana Bohoslova.
Dne 24. října 2024 byl ustanoven vikářem patriarchálního exarchátu Afriky.